# Chase (British Columbia)
Chase ist ein Dorf mit 2286 Einwohnern im zentralen Süden der kanadischen Provinz British Columbia. Die Gemeinde gehört zum Thompson-Nicola Regional District und liegt etwa 55 km östlich von Kamloops und 50 km westlich von Salmon Arm. Das Dorf liegt am nordöstlichen Rand des
Thompson-Plateau, am südlichen Ende des Little Shuswap Lake, wo diesem der South Thompson River entspringt. Die umgebenden Berge erreichen eine Höhe von bis zu 1600 m.

## Geschichte
Das Dorf liegt im traditionellen Siedlungs- und Jagdgebiet der First Nations, hier hauptsächlich der Secwepemc.
Die Gemeinde wurde „Whitfield Chase“ benannt, einem Amerikaner der ursprünglich wegen des Goldrausches von 1858 nach Kanada gekommen war und sich schließlich als Siedler in dieser Gegend niederließ. Er war dabei der erste nicht einheimische Siedler der in dieser Gegend eine Farm bewirtschaftete.
Die Zuerkennung der kommunalen Selbstverwaltung für die Gemeinde erfolgte am 22. April 1969 (incorporated als Village Municipality).

## Demographie
Der Zensus im Jahr 2016 ergab für die Gemeinde eine Bevölkerungszahl von 2286 Einwohnern, nachdem der Zensus im Jahr 2011 für die Gemeinde noch eine Bevölkerungszahl von 2495 Einwohnern ergab. Die Bevölkerung hat dabei im Vergleich zum letzten Zensus im Jahr 2011 um 8,4 % abgenommen und sich damit stark entgegen dem Provinzdurchschnitt mit einer Bevölkerungszunahme in British Columbia um 5,6 % entwickelt. Im Zensuszeitraum 2006 bis 2011 hatte die Einwohnerzahl in der Gemeinde noch etwas schwächer als die Entwicklung in der Provinz um 3,6 % zugenommen, während sie im Provinzdurchschnitt um 7,0 % zunahm.
Für den Zensus 2016 wurde für die Gemeinde ein Medianalter von 58,2 Jahren ermittelt. Das Medianalter der Provinz lag 2016 bei nur 43,0 Jahren. Das Durchschnittsalter lag bei 52,4 Jahren, bzw. bei 42,3 Jahren in der Provinz. Zum Zensus 2011 wurde für die Gemeinde noch ein Medianalter von 53,8 Jahren ermittelt. Das Medianalter der Provinz lag 2011 bei nur 41,9 Jahren.

## Verkehr
Die Gemeinde liegt am Highway 1, dem Trans-Canada Highway. Weiterhin passiert eine Eisenbahnstrecke der Canadian Pacific Railway die Gemeinde. Es halten jedoch keine Personenzüge. Unter anderem passiert Rocky Mountaineer das Dorf ohne Halt. Der nächstgelegene Flugplatz ist der Flughafen Kamloops.

## Tourismus
Die Gemeinde ist Ausgangspunkt zu verschiedenen Provincial Parks in British Columbia. Nordöstlich grenzt der Tsútswecw Provincial Park an den Shuswap Lake und südöstlich der Niskonlith Lake Provincial Park an den Niskonlith Lake.